# پیکو دو پاپاگایو
پیکو دو پاپاگایو (به پرتغالی: Pico do Papagaio) یک کوه در برزیل است که در پرنامبوکو واقع شده‌است. پیکو دو پاپاگایو ۱٬۲۶۰ متر بالاتر از سطح دریا واقع شده‌است.